# Ḩasan Bekandeh
Ḩasan Bekandeh (persiska: حسن بکنده) är en ort i Iran.   Den ligger i provinsen Gilan, i den norra delen av landet, 210 km nordväst om huvudstaden Teheran. Antalet invånare är 639.
Terrängen runt Ḩasan Bekandeh är mycket platt.  Närmaste större samhälle är Langarud, 17,4 km söder om Ḩasan Bekandeh. Trakten runt Ḩasan Bekandeh består till största delen av jordbruksmark.